# Василівка (Самарівський район)
Васи́лівка — село в Україні, в Губиниській селищній громаді Самарівського району Дніпропетровської області, над річкою Самара. Населення становить 856 осіб.

## Географія
Село Василівка розташоване на правому березі річки Самара, вище за течією на відстані 3 км розташоване село Підлісне (Павлоградський район), нижче за течією на відстані 2,5 км розташоване село Всесвятське. По селу протікає пересихаючий струмок з загатою.

## Історія
В околицях села Василівка досліджені кургани епохи бронзи (III—II тисячоліття до н е.) і кочівників XIII—XIV століть. Саме село було засноване в 1779 році.
1886 року тут мешкало 1281 осіб, було 260 дворів, волосне правління, православна церква. За 7,5 км від слободи був цегляний завод і готель. Слобода Василівка (за царату також називалася Остапівка) була центром Василівської волості Новомосковського повіту.
Саме в цьому селі у 1824 році народився відомий фотограф-любитель і учасник Кавказької війни Іван Ностіц. Уся родина була похована в родинній усипальниці під Свято-Духівською церквою.
За переписом 1897 року кількість мешканців зросла до 1679 осіб (879 чоловічої статі та 800 — жіночої), з яких 1662 — православної віри.
Під час німецької окупації у 1942-43 роках у селі знаходилася значна кількість поліцейських для боротьби з партизанами та підпільниками: місцеві поліцейські, кінна школа жандармерії з Дніпропетровська та рота власівців
До 2020 року було центром Василівської сільської ради.

## Населення
Згідно з переписом УРСР 1989 року чисельність наявного населення села становила 991 особа, з яких 427 чоловіків та 564 жінки.
За переписом населення України 2001 року в селі мешкало 855 осіб.

### Мова
Розподіл населення за рідною мовою за даними перепису 2001 року:
| Мова       | Відсоток |
| ---------- | -------- |
| українська | 94,39 %  |
| російська  | 5,14 %   |
| білоруська | 0,23 %   |
| інші       | 0,24 %   |

## Економіка
- «Самарське», ТОВ.
- «Дідова», ПП.

## Об'єкти соціальної сфери
- Школа.
- Дитячий садочок.
- Будинок культури.
- Фельдшерсько-акушерський пункт.

## Природно-заповідний фонд
Поблизу села знаходиться орнітологічний заказник місцевого значення Василівська колонія сірих чапель і ботанічні пам'ятки природи місцевого значення Ділянка дубового лісу Василівської лісової дачі, Дуб пам'яті Леніна та Штучні дубові насадження.

## Галерея

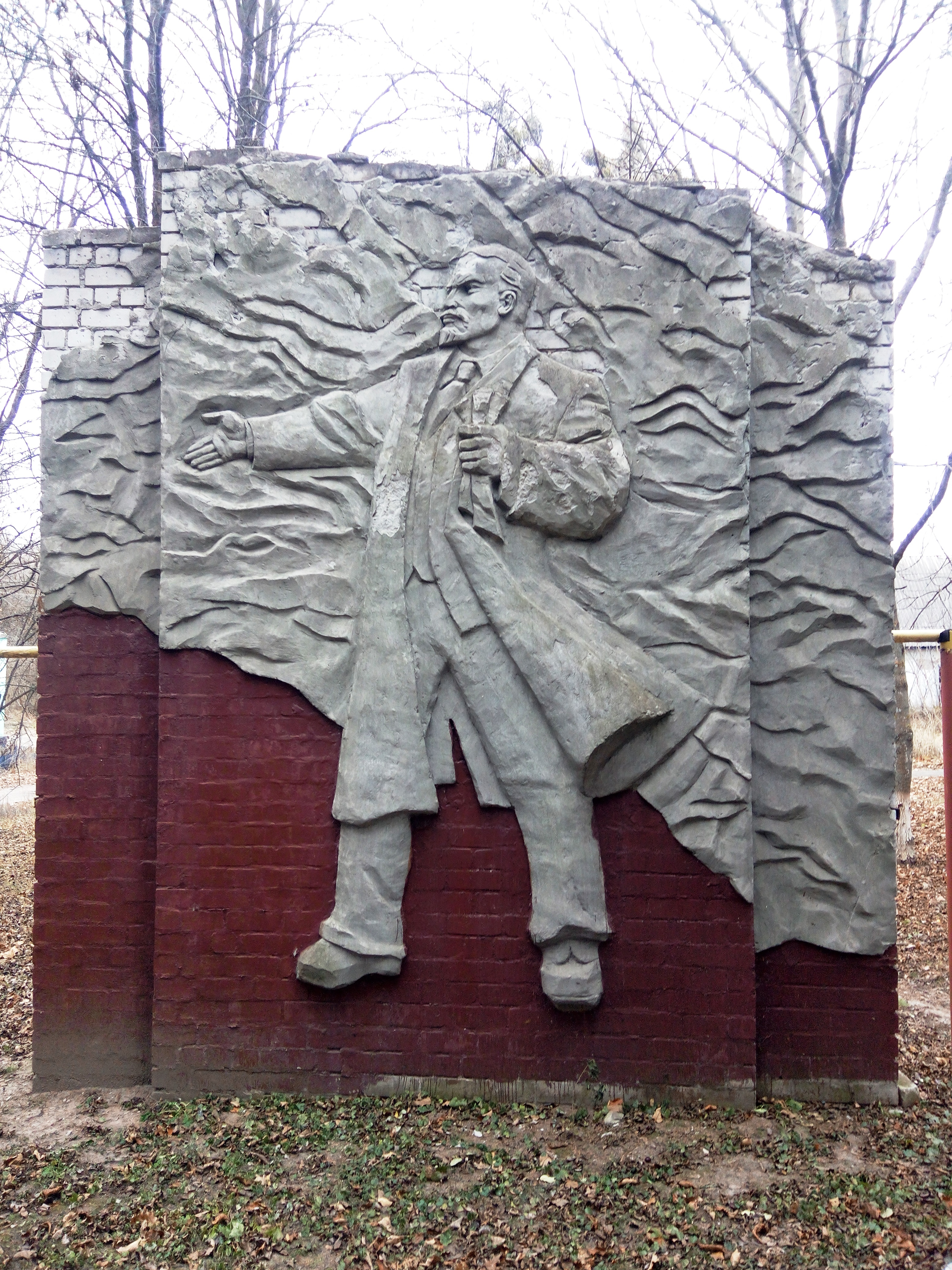
Горельєф В. I. Леніна
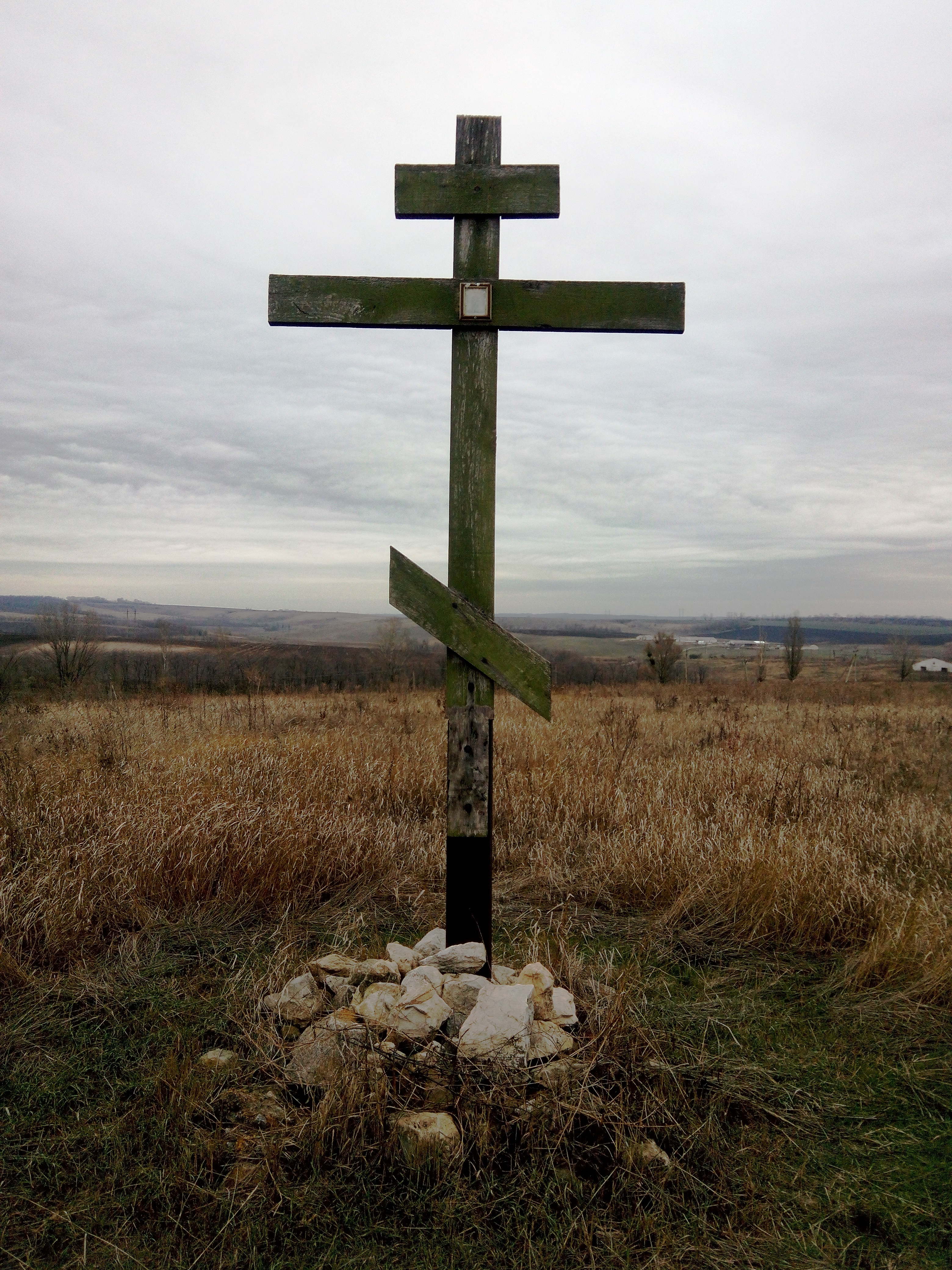
Дерев`яний хрест на кургані
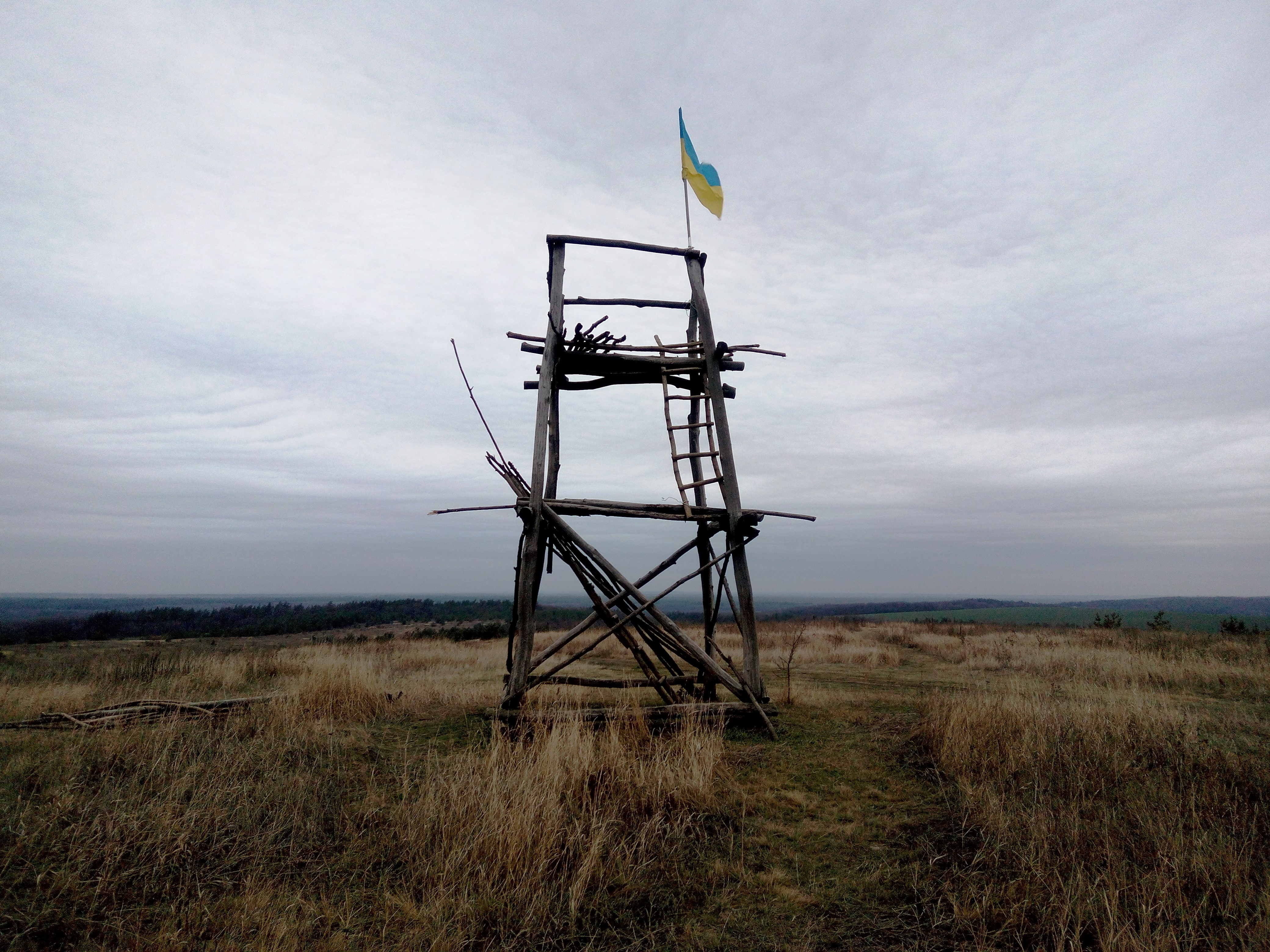
Бекет (оглядова козацька вежа)